# Albert Timmer
Albert Timmer (Gramsbergen, 13 de junio de 1985) es un ciclista neerlandés. Pasó a profesional con el equipo Löwik Meubelen en 2004 y se retiró al final de la temporada 2017 con el Team Sunweb. Corrió once temporadas en ese equipo y dejó el ciclismo con 32 años de edad.

## Palmarés
- No consiguió ninguna victoria como profesional.

## Resultados en Grandes Vueltas
| Carrera | Carrera         | 2004 | 2005 | 2006 | 2007 | 2008 | 2009  | 2010 | 2011  | 2012  | 2013  | 2014  | 2015  | 2016  | 2017  |
| ------- | --------------- | ---- | ---- | ---- | ---- | ---- | ----- | ---- | ----- | ----- | ----- | ----- | ----- | ----- | ----- |
|         | Giro de Italia  | —    | —    | —    | —    | —    | —     | —    | —     | —     | 129.º | 87.º  | —     | 121.º | —     |
|         | Tour de Francia | —    | —    | —    | —    | —    | 130.º | —    | —     | 148.º | 164.º | 146.º | 139.º | 153.º | 157.º |
|         | Vuelta a España | —    | —    | —    | —    | —    | —     | —    | 164.º | —     | —     | —     | —     | —     | —     |

—: no participa

Ab.: abandono

## Equipos
- Löwik Meubelen (2004-2006)
  - Team Löwik Meubelen-Tegeltoko (2004)
  - Team Löwik Meubelen-Van Losser Installatiegroep (2005)
  - Team Löwik Meubelen (2006)
- Skil/Project 1t4i/Argos/Giant (2007-2017)
  - Skil-Shimano (2007-2011)
  - Project 1t4i (2012)[2]
  - Team Argos-Shimano (2012[3] -2013)
  - Team Giant-Shimano (2014)
  - Team Giant-Alpecin (2015-2016)
  - Team Sunweb (2017)